# یلنا رومانووا
یلنا رومانووا (روسی: Елена Николаевна Романова؛ ۲۰ مارس ۱۹۶۳ – ۲۸ ژانویه ۲۰۰۷) دونده اهل روسیه بود.
از افتخارات وی میتوان به کسب مدال طلا دو ۳۰۰۰ متر در بازی‌های المپیک تابستانی ۱۹۹۲ اشاره کرد.